# Hiệu ứng bề mặt
Hiệu ứng bề mặt là xu hướng của dòng điện xoay chiều phân bổ nó trong dây dẫn với mật độ dòng điện gần bề mặt dây dẫn lớn hơn so với ở gần lõi của nó. Nó sinh ra điện trở đủ lớn của dây dẫn với sự tăng lên của tần số dòng điện. Hiệu ứng này lần đầu tiên được giải thích bởi Lord Kelvin năm 1887. Nikola Tesla và Joseph Stefan cũng phát hiện ra hiệu ứng bề mặt này. Hiệu ứng này có tầm quan trọng thực tế trong thiết kế sự truyền tải và phân phối điện năng, cũng như trong các đoạn mạch sử dụng sóng radio và vi sóng.
Biểu diễn dưới dạng toán học, mật độ dòng điện J trong dây dẫn giảm theo cơ số mũ theo độ sâu δ như sau:
J = e − δ / d 
Trong đó:
- d là hằng số được gọi là hằng số độ sâu bề mặt. Nó được định nghĩa như là độ sâu dưới bề mặt của dây dẫn, mà từ đó mật độ dòng điện chỉ bằng 1/e (khoảng 0,37) lần mật độ dòng điện ở bề mặt. Nó có thể tính như sau:

{\displaystyle d={\sqrt {{2\rho } \over {\omega \mu }}}}
trong đó:
ρ = suất điện trở của dây dẫn
ω = tần số góc của dòng điện = 2π × tần số
μ = độ thẩm từ tuyệt đối của dây dẫn
Điện trở của một tấm phẳng (dày hơn nhiều so với d) đối với dòng điện xoay chiều là chính xác bằng điện trở của tấm với độ dày d đối với dòng điện một chiều. Đối với các dây dẫn dài, mỏng thì điện trở là xấp xỉ bằng điện trở của một ống dây dẫn rỗng với độ dày của vách là d khi chuyển tải dòng một chiều. Ví dụ, đối với dây dẫn tròn, điện trở xấp xỉ:
{\displaystyle R={{\rho  \over d}\left({L \over {\pi (D-d)}}\right)}\approx {{\rho  \over d}\left({L \over {\pi D}}\right)}}
trong đó:
L = độ dài của dây dẫn
D = đường kính của dây dẫn
Phép tính xấp xỉ cuối cùng trên đây là tương đối chính xác khi D >> d.

## Làm giảm điện trở
Một dạng của dây cáp được gọi là dây Litz (từtiếng Đức Litzendraht, nghĩa là dây dệt) được sử dụng để làm giảm hiệu ứng bề mặt cho các tần số từ vài kHz tới khoảng 1 MHz. Nó là một số các dây dẫn cô lập được bện cùng với nhau theo một kiểu mẫu được thiết kế cẩn thận từ trước, vì thế từ trường tổng thể sẽ tác động lên các dây dẫn này tương đương nhau và kết quả là dòng điện tổng cộng sẽ dược phân bổ tương đương giữa chúng. Dây Litz thông thường được sử dụng trong các dây quấn của các máy biến thế tần số cao, để tăng hiệu quả của chúng.
Các máy biến thế công suất lớn được quấn bằng các dây dẫn tương tự như dây Litz, nhưng có tiết diện lớn hơn.
Trong các ứng dụng khác, dây dẫn đặc được thay thế bởi các dây hình ống rỗng, chúng có cùng điện trở ở tần số cao nhưng tất nhiên là nhẹ hơn.
Các dây dẫn đặc hay dạng ống có thể là được mạ bạc, tạo ra một dây dẫn tốt hơn (là vật liệu dẫn điện tốt nhất trong điều kiện tự nhiên, chỉ thua có vật liệu siêu dẫn) đồng trên bề mặt của dây dẫn. Các dây dẫn mạ bạc này có hiệu quả ở các tần số VHF và vi sóng. Vì độ sâu bề mặt rất nhỏ (lớp dẫn điện) ở các tần số này nên nó có nghĩa là các vật liệu mạ bạc có thể được sử dụng một cách kinh tế hơn với độ dày lớn hơn một chút so với độ sâu bề mặt.

## Ví dụ
Trong dây đồng, độ sâu bề mặt ở các tần số khác nhau được thể hiện trong bảng dưới đây.
| Tần số | δ       |
| ------ | ------- |
| 60 Hz  | 8.57 mm |
| 10 kHz | 0.66 mm |
| 10 MHz | 21 µm   |